# Rede Bandeirantes
Band (abbreviazione di Bandeirantes, chiamata anche Rede Bandeirantes) è una rete televisiva brasiliana fondata il 13 maggio 1967 da João Saad, a San Paolo. Nel 1972 divenne il primo canale brasiliano a colori, seguito da TV Tupi nel 1974 e da Globo nel 1975 (anche se le sperimentazioni di quest’ultima iniziarono già nel 1972), e alla fine degli anni settanta si trasformò in una rete a livello nazionale. Il suo logo è preso di spunto da quello della CBS.